# Академическая гребля на летних Олимпийских играх 1936 — двойки
Соревнования среди двоек распашных без рулевого по академической гребле среди мужчин на летних Олимпийских играх 1936 года прошли с 11 по 14 августа в Грюнау, который являлся юго-восточным пригородом Берлина. В соревновании приняли участие 26 спортсменов из 13 стран. Действующие олимпийские чемпионы из Великобритании Льюис Клайв и Хью Эдвардс не принимали участие в Играх, поскольку после соревнований в Лос-Анджелесе завершили гребную карьеру.
До начала соревнований фаворитом считались представители Великобритании Томас Кри и Дэвид Бёрнфорд, выигравшие в 1935 году Серебряный кубок в рамках королевской регаты Хенли, однако уже в первом раунде они стали только третьими в своём заезде, уступив почти 20 секунд немецким гребцам, а затем в отборочном заезде уступили три секунды представителям Аргентины и выбыли из борьбы за медали.
Олимпийским чемпионом 1936 года стали хозяева соревнований немцы Уго Штраус и Вилли Айххорн. Серебряными призёрами стал датчане Харри Ларсен и Рихард Ольсен, а бронзовую медаль выиграли аргентинцы Орасио Подеста и Хулио Курателья. Эта медаль стала первой в академической гребле для Аргентины. Все призёры соревнований были дебютантами Олимпийских играх, при этом только Курателья смог выступить ещё и на Играх 1948 года.

## Призёры
| Золото                                | Серебро                              | Бронза                                       |
| Германия · Уго Штраус · Вилли Айххорн | Дания · Харри Ларсен · Рихард Ольсен | Аргентина · Орасио Подеста · Хулио Курателья |

## Рекорды
До начала летних Олимпийских игр 1936 года лучшее олимпийское время было следующим:
| Лучшее олимпийское время | Спортсмены                            | Время  | Место     | Дата           |
| ------------------------ | ------------------------------------- | ------ | --------- | -------------- |
| Лучшее олимпийское время | Германия · Бруно Мюллер · Курт Мёштер | 7:08,2 | Амстердам | 8 августа 1928 |

По ходу соревнований ни один из экипажей не смог превзойти данный результат.

## Расписание
| Дата       | Время | Раунд                  |
| ---------- | ----- | ---------------------- |
| 11 августа | 16:00 | Предварительные заезды |
| 13 августа | 15:00 | Отборочные заезды      |
| 14 августа | 15:00 | Финал                  |

## Результаты

### Предварительный этап
Победители каждого заезда напрямую проходили в финал соревнований. Все остальные спортсмены попадали в отборочные заезды, где были разыграны ещё три финальных места.

#### Заезд 1
| Место | Спортсмен                              | Страна     | Время  | Отставание | Примечания |
| ----- | -------------------------------------- | ---------- | ------ | ---------- | ---------- |
| 1     | Ришард Божуковский Эдвард Кобылиньский | Польша     | 7:29,9 | +0,0       | F          |
| 2     | Вильхельм Клопфер Карл Мюллер          | Швейцария  | 7:33,7 | +3,8       | R          |
| 3     | Франс Тиссен Эдмонд ван Херк           | Бельгия    | 7:38,1 | +8,2       | R          |
| 4     | Альфонсо де Кастро Эдуардо Леман       | Бразилия   | 7:40,2 | +10,3      | R          |
| 5     | Ян Крамер Виллем Йенс                  | Нидерланды | 7:48,0 | +18,1      | R          |

#### Заезд 2
| Место | Спортсмен                       | Страна  | Время  | Отставание | Примечания |
| ----- | ------------------------------- | ------- | ------ | ---------- | ---------- |
| 1     | Карой Дьёри Тибор Мамушич       | Венгрия | 7:19,0 | +0,0       | F          |
| 2     | Харри Ларсен Рихард Ольсен      | Дания   | 7:19,1 | +0,1       | R          |
| 3     | Бальдомиро Бенке Габриэль Бенке | Уругвай | 7:42,1 | +23,1      | R          |
| 4     | Гарри Шарки Джордж Дам          | США     | 7:50,0 | +31,0      | R          |

#### Заезд 3
| Место | Спортсмен                      | Страна         | Время  | Отставание | Примечания |
| ----- | ------------------------------ | -------------- | ------ | ---------- | ---------- |
| 1     | Уго Штраус Вилли Айххорн       | Германия       | 7:12,6 | +0,0       | F          |
| 2     | Орасио Подеста Хулио Курателья | Аргентина      | 7:20,0 | +7,4       | R          |
| 3     | Томас Кри Дэвид Бёрнфорд       | Великобритания | 7:32,5 | +19,9      | R          |
| 4     | Хайнц Гаттрингер Макс Колли    | Австрия        | 7:38,7 | +26,1      | R          |

### Отборочные заезды
Победители каждого отборочного заезда проходили в финал. Остальные гребцы выбывали из соревнований.

#### Заезд 1
| Место | Спортсмен                        | Страна         | Время  | Отставание | Примечания |
| ----- | -------------------------------- | -------------- | ------ | ---------- | ---------- |
| 1     | Орасио Подеста Хулио Курателья   | Аргентина      | 9:11,4 | +0,0       | F          |
| 2     | Томас Кри Дэвид Бёрнфорд         | Великобритания | 9:14,4 | +3,0       |            |
| —     | Гарри Шарки Джордж Дам           | США            | DNF    | DNF        |            |
| —     | Альфонсо де Кастро Эдуардо Леман | Бразилия       | DNF    | DNF        |            |

#### Заезд 2
| Место | Спортсмен                       | Страна    | Время  | Отставание | Примечания |
| ----- | ------------------------------- | --------- | ------ | ---------- | ---------- |
| 1     | Вильхельм Клопфер Карл Мюллер   | Швейцария | 8:57,4 | +0,0       | F          |
| 2     | Бальдомиро Бенке Габриэль Бенке | Уругвай   | 9:00,8 | +3,4       |            |
| 3     | Хайнц Гаттрингер Макс Колли     | Австрия   | 9:42,8 | +45,4      |            |

#### Заезд 3
| Место | Спортсмен                    | Страна     | Время  | Отставание | Примечания |
| ----- | ---------------------------- | ---------- | ------ | ---------- | ---------- |
| 1     | Харри Ларсен Рихард Ольсен   | Дания      | 8:53,4 | +0,0       | F          |
| 2     | Ян Крамер Виллем Йенс        | Нидерланды | 9:25,4 | +32,0      |            |
| 3     | Франс Тиссен Эдмонд ван Херк | Бельгия    | 9:33,1 | +39,7      |            |

### Финал
Финальная гонка проходила при температуре +14 °C с диагональным встречным ветром. С самого старта финального заезда вперёд вырвались аргентинский и датский экипажи. Сборная Германии, из-за неисправности рулевого управления, изначально отставала от лидеров, но уже к середине дистанции немецкие гребцы шли первыми, опережая аргентинцев на 3,2 с., а датчан на 4,6 с. Позади сборной Дании располагалась венгерская двойка, а вот спортсмены из Швейцарии и Польши отстали от немцев больше, чем на 10 секунд. На второй половине дистанции сборная Дании смогла обойти Аргентину, но догнать немецкую сборную им не удалось. На финише отрыв немецкой двойки от датчан составил 3,1 с. После финиша сборная Аргентины подала протест на помеху со стороны датчан, но она не была удовлетворена.
| Место | Спортсмен                              | Страна    | Время  | Отставание |
| ----- | -------------------------------------- | --------- | ------ | ---------- |
| 1     | Уго Штраус Вилли Айххорн               | Германия  | 8:16,1 | +0,0       |
| 2     | Харри Ларсен Рихард Ольсен             | Дания     | 8:19,2 | +3,1       |
| 3     | Орасио Подеста Хулио Курателья         | Аргентина | 8:23,0 | +6,9       |
| 4     | Карой Дьёри Тибор Мамушич              | Венгрия   | 8:25,7 | +9,6       |
| 5     | Вильхельм Клопфер Карл Мюллер          | Швейцария | 8:33,0 | +16,9      |
| 6     | Ришард Божуковский Эдвард Кобылиньский | Польша    | 8:41,9 | +25,8      |